# Stanisław Stebelski
Stanisław Ludwik Stebelski (ur. 28 października 1950 w Chorzowie, zm. 4 kwietnia 2024 w Bobrowcu) – polski dyplomata i urzędnik państwowy, m.in. ambasador RP w Finlandii (2000–2005).

## Życiorys
Syn Antoniego i Sabiny. Pochodził z rodziny nauczycielskiej. Ukończył handel zagraniczny w Szkole Głównej Planowania i Statystyki w Warszawie oraz studia podyplomowe w Polskim Instytucie Spraw Międzynarodowych i w Centrum Europejskim Uniwersytetu Warszawskiego. W 1973 został pracownikiem Ministerstwa Spraw Zagranicznych. Przebywał na placówkach m.in. w przedstawicielstwie RP przy Biurze Organizacji Narodów Zjednoczonych w Genewie i w Nowym Jorku. Po 1989 zajmował stanowiska naczelnika wydziału w Departamencie Studiów i Planowania, wicedyrektora w Departamencie Międzynarodowych Stosunków Ekonomicznych (1993–1994) oraz dyrektora w Departamencie Integracji Europejskiej (1994–1996; do 1996 Departamentu Instytucji Europejskich). W latach 2000–2005 był ambasadorem RP w Finlandii. Następnie był dyrektorem departamentu ds. ONZ oraz, od 2009 do przejścia na emeryturę w 2016, zastępcą dyrektora Biura Dyrektora Generalnego MSZ.
W 1997 „za zasługi dla służby dyplomatycznej” został odznaczony Złotym Krzyżem Zasługi. Wyróżniony Krzyżem Wielkim Orderu Lwa Finlandii.
Był żonaty. Ojciec dwóch synów. Pochowany na Cmentarzu Wojskowym na Powązkach.